# Agrochola obsoleta
Agrochola obsoleta är en fjärilsart som beskrevs av Barend J. Lempke 1941. Agrochola obsoleta ingår i släktet Agrochola och familjen nattflyn. Inga underarter finns listade i Catalogue of Life.